# Don Bosco (filme de 2004)
Don Bosco é um filme produzido para TV italiana em 2004, e narra a trajetória do santo São João Bosco (Dom Bosco) para fundar a Congregação Salesiana.

## Elenco
- Flavio Insinna ...  São João Bosco "Dom Bosco"
- Lina Sastri ...  Margarida Bosco
- Charles Dance ...  Marquesa Clementi
- Daniel Tschirley ...  Michele Rua
- Fabrizio Bucci ...  Bruno
- Lewis Crutch ...  Domingos Savio
- Brock Everitt-Elwick ...  Dom Bosco quando criança
- Alessandra Martines ...  Marquesa Barolo
- Ry Finerty ...  Giovanni Cagliero
- Arnaldo Ninchi ...  Papa Pio IX
- Julian Patrick Brophy ...  Carlo Buzzetti
- Paolo Calabresi ...  Dom Gastaldi
- Jonathan Ross Latham ...  Giuseppe Buzzetti
- Sam Beazley ...  Dom Calosso
- Brando Taccini ...  Felice